# Rho Lupi
Rho Lupi (ρ Lupi, förkortad Rho Lup, ρ Lup), som är stjärnans Bayer-beteckning, är en ensam stjärna i västra delen av stjärnbilden Vargen. Den har en skenbar magnitud av 4,05 och är synlig för blotta ögat där ljusföroreningar ej förekommer.  Baserat på parallaxmätning inom Hipparcosuppdraget på ca 10,3 mas, beräknas den befinna sig på ett avstånd av ca 316 ljusår (97 parsek) från solen. Den ingår i undergruppen Upper Centaurus Lupus inom den närliggande Scorpius-Centaurus-föreningen.

## Egenskaper
Rho Lupi är en blå till vit stjärna i huvudserien av spektralklass B3/4 V. Den har en massa som är ca 4,7 gånger solens massa, en radie som är ca 3,4 gånger solens radie och avger ca 365 gånger mer energi än solen från dess fotosfär vid en effektiv temperatur på ca 15 900 K.
Rho Lupi är en mikrovariabel med en period på 10,7 timmar och en amplitud på 0,0046 magnitud. Med en ålder av endast 44 miljoner år roterar stjärnan snabbt med en projicerad rotationshastighet på 166 km/s. Detta ger stjärnan en något tillplattad form med en ekvatorialradie som uppskattas vara 6 procent större än polarradien.